# Sanzan-Zeit

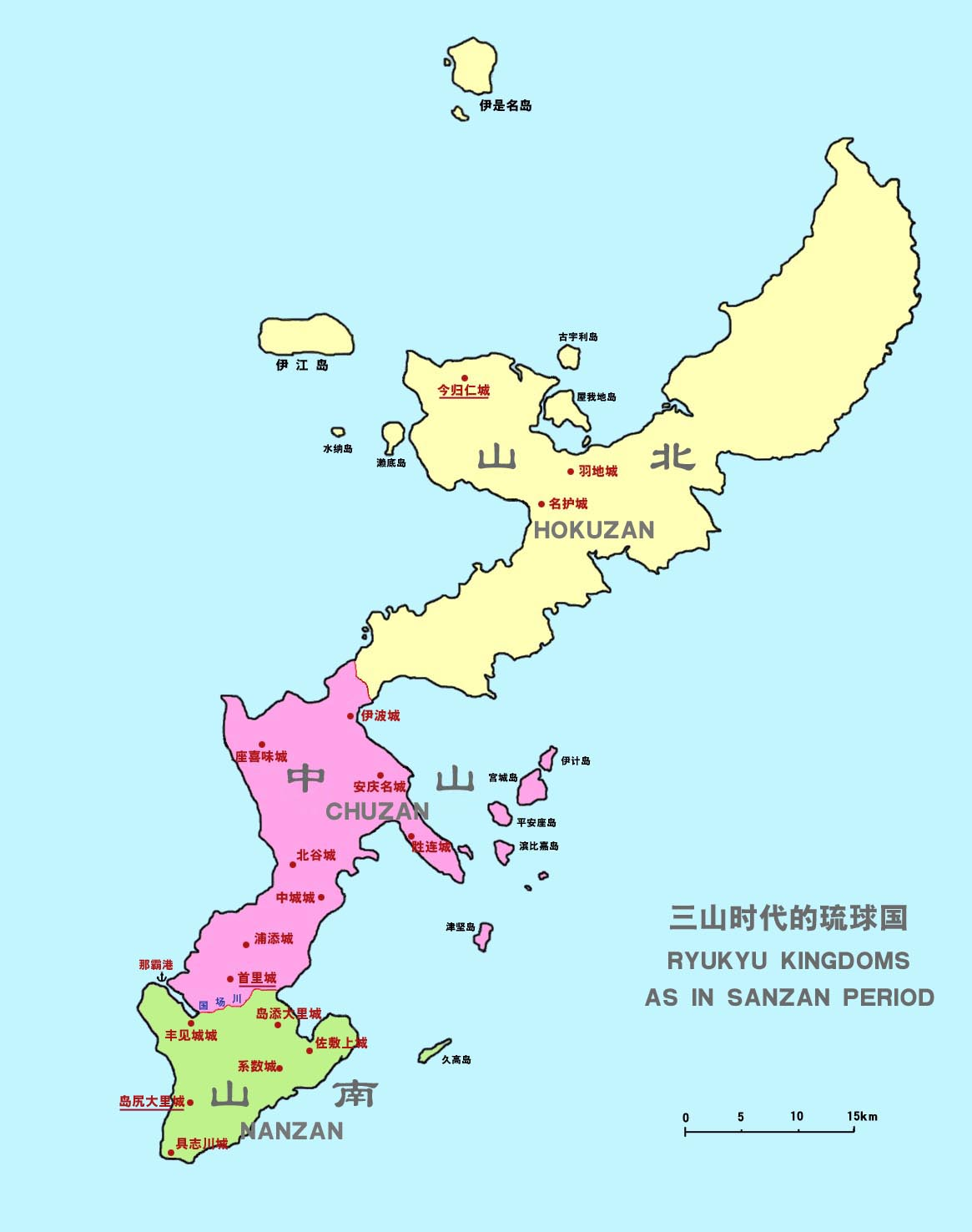
Okinawa zur Sanzan-Zeit.

Die Sanzan-Zeit (jap. 三山時代, Sanzan-jidai, dt. „Zeit der drei Berge“) ist ein geschichtlicher Zeitabschnitt auf den Ryūkyū-Inseln, in dem sich die ersten Königreiche auf der Hauptinsel Okinawa etablieren konnten. Sie wird heute in die Zeit von etwa 1314 bis 1429 datiert.
Seit Beginn des 13. Jahrhunderts begannen einzelne Stammesfürsten auf Okinawa ihre Macht auszudehnen und durch den Bau von umfangreichen Befestigungsanlagen, den so genannten Gusuku, zu festigen. Zu Beginn des 14. Jahrhunderts bildeten sich aus den einzelnen Stammesfürstentümern so drei zentrale Königreiche auf der Insel: Hokuzan (北山, „Nördlicher Berg“) im Norden, Chūzan (中山, „Zentraler Berg“) im Zentrum und Nanzan (南山, „Südlicher Berg“) im Süden. Von den Namen dieser drei Königreiche leitete sich der Name der Zeit als Zeit der drei Berge ab. Die drei Königreiche existierten für etwa 100 Jahre bevor der Herrscher von Chūzan, Shō Hashi, 1416 zuerst Hokuzan und 1429 schließlich auch Nanzan eroberte und sich zum ersten König des Königreich Ryūkyū erklärte.